# Historia Wietnamu (1940–1957)
Artykuł opisuje historię Wietnamu w latach 1940–1957 na przestrzeni II wojny światowej, I wojny indochińskiej, bitwy pod Dien Bien Phu oraz wojny wietnamskiej.

## II wojna światowa
W 1940 roku Japończycy, idąc śladem swych niemieckich sprzymierzeńców w Europie, zajęli francuskie prowincje w Azji. I podobnie jak Niemcy, zostawili w spokoju francuską administrację kolonialną. W dwa lata potem, likwidując panowanie Holendrów w Indonezji i Anglików w Birmie, „wyzwolili” wszystkie narody Azji Południowo-Wschodniej. Wojna zagnała też do Wietnamu pierwszych Amerykanów. Niewielkie oddziałki OSS pomagały wietnamskim partyzantom w walce z najeźdźcą, dostarczały broni, amunicji, środków medycznych, a nade wszystko oficerów-instruktorów.
W 1941 roku utworzona została Liga Niepodległości Wietnamskiej (Việt Nam Ðộc Lập Ðồng Minh Hội), zwana – dla ułatwienia – Việt Minhem. Od nazwy organizacji jej przywódca wziął swój pseudonim: Hồ Chí Minh, co znaczy 'Ten, który Niesie światło'. Innymi założycielami grupy byli Lê Duẩn, Võ Nguyên Giáp i Phạm Văn Đồng. Ponieważ Việt Minh wystąpił przeciwko Japończykom, uzyskał taktyczne poparcie Chin i USA.
W marcu 1945 Japończycy zażądali od gubernatora francuskiego w Hanoi podporządkowania podległych mu oddziałów Legii Cudzoziemskiej rozkazom Armii Cesarskiej, a gdy ten odmówił, wkroczyli zbrojnie. Garnizon stołeczny złożył broń i został internowany na całkiem przyzwoitych warunkach, ale tam, gdzie żołnierze francuscy stawili opór, zabijano ich. Japończycy internowali także kilkuset cywilów; wielu z nich zostało zamęczonych na śmierć.
Dwa dni po zrzuceniu bomby atomowej na Hiroszimę, 8 sierpnia 1945 roku Hồ Chí Minh utworzył Komitet Wyzwolenia, a 13 sierpnia wybuchło ogólnonarodowe powstanie. Walki z wojskami japońskimi trwały dwa dni. Po kapitulacji Japonii wojska Việt Minhu, którego Hồ Chí Minh był przywódcą politycznym, zajęły Tonkin, czyli północną część kraju, zmusiły 25 sierpnia cesarza Bảo Đại do abdykacji i 2 września 1945 roku, przy cichym poparciu Stanów Zjednoczonych ogłosiły powstanie Demokratycznej Republiki Wietnamu.

## I wojna indochińska
2 września 1945 roku formalnie zakończyła się okupacja japońska. Nieformalnym przywódcą Wietnamu został lider ruchu oporu Hồ Chí Minh. Szybka kapitulacja Japończyków zaskoczyła Francuzów, którzy nie mieli w Wietnamie wystarczających sił wojskowych. Dopiero od połowy września do Wietnamu zaczęły napływać wojska francuskie, brytyjskie i amerykańskie. Hồ Chí Minh działał szybko i skutecznie: jego siły rosły z dnia na dzień, a oddziały Việt Minhu dotarły do Sajgonu na południu kraju. Posuwająca się od północy Narodowa Armia Chińska, zmusiła rząd Hồ do zwrócenia się w lutym 1946 roku do Francji z prośbą o pomoc. Wietnam zgodził się na ograniczenie niepodległości w zamian za wymuszenie na Chinach wycofania wojsk z terytorium Wietnamu, co też się stało na gruncie ustaleń dwustronnych z 28 lutego.  6 marca 1946 roku w Paryżu, rząd Demokratycznej Republiki Wietnamu i Republiki Francuskiej podpisały porozumienie, uznając Wietnam Północny za państwo wolne, z własnym rządem, parlamentem i wojskiem, ale stanowiące część indochińskiej Unii Francuskiej. Na południu kraju, w Annamie i Kochinchinie, które od 1862 roku były koloniami francuskimi, 6 marca 1946 roku Francja przywróciła swoją administrację. Po wkroczeniu wojsk francuskich do Hanoi 10 listopada 1946 doszło do incydentu pomiędzy celnikami francuskimi a żołnierzami wietnamskimi w Hajfongu, efektem czego było wysunięcie przez Francję żądania przekazania portu. Wobec braku odpowiedzi osiem dni później wojska francuskie wzięły port siłą zabijając kilka tysięcy osób i w nocy z 19 na 20 listopada 1946 roku obaliły rząd Hồ Chí Minha. Komuniści wycofali się z miast i przystąpili do pierwszych uderzeń odwetowych; rozpoczęła się pierwsza wojna indochińska.

## Dien Bien Phu i konferencja genewska

Mapa głównej pozycji francuskiej w Dien Bien Phu

Działania Francji wsparte zostały przez USA które zapewniły Francuzom nalot na pozycje Việt Minhu za pomocą bombowców startujących z lotniskowców na Morzu Południowochińskim. Wsparcie to nie przydało się jednak na tyle na ile spodziewali się tego Francuzi a wojska kolonialne zaczęły ponosić kolejne straty w obliczu czego Francuzi zaczęli nawet poważnie rozważać możliwość użycia broni atomowej. Francuskie Siły Zbrojne ustąpiły ostatecznie z północnego Wietnamu w 1954 roku po przegranej bitwie pod Dien Bien Phu, która oznaczała koniec kolonialnego statusu Wietnamu. W bitwie pod Dien Bien Phu walczyło niewielu rodowitych Francuzów. Republika do zwalczania Việt Minhu użyła przede wszystkim dywizji Legii Cudzoziemskiej.
Porażka Francuzów w bitwie pod Dien Bien Phu spowodowała zwołanie w Genewie w Szwajcarii konferencji której celem było znalezienie dróg do zjednoczenia Wietnamu i przedyskutowania możliwości przywrócenia pokoju w Indochinach. W konferencji udział wzięły państwa tj.  Związek Radziecki (Wiaczesław Mołotow), Stany Zjednoczone (John Foster Dulles), Francja (Georges Bidault), Wielka Brytania (Anthony Eden) i Chińska Republika Ludowa (Zhou Enlai).

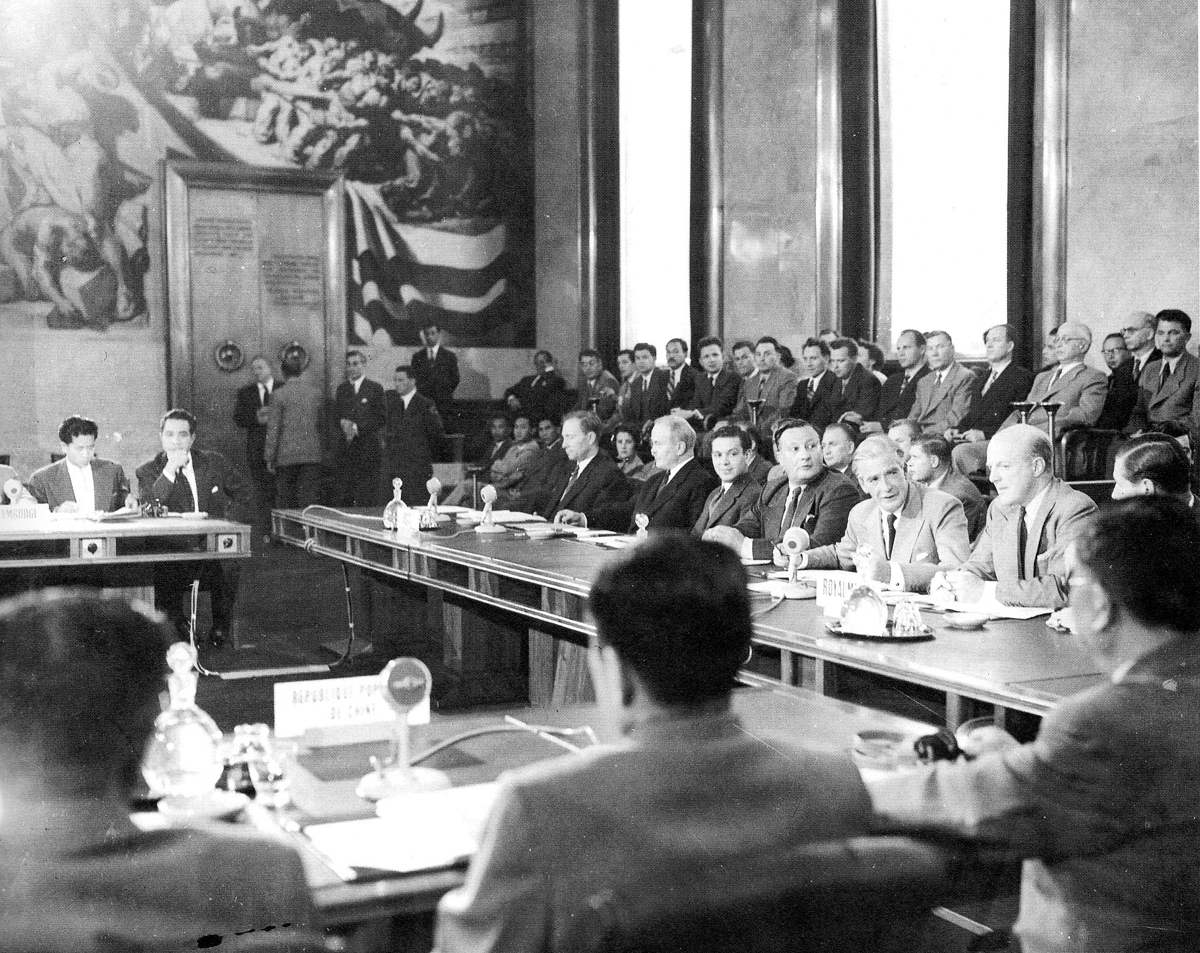
Konferencja genewska; 21 lipca 1954

Konferencja genewska doprowadziła do podziału Indochin na cztery części: Laos i Kambodża stały się znów niezależnymi państwami, zaś w podzielonym wzdłuż 17. równoleżnika Wietnamie władali komuniści na północy i ich przeciwnicy w Sajgonie. W 1956 roku miało zostać przeprowadzone ogólnonarodowe referendum, od którego zależało ewentualne zjednoczenie kraju. W następnych latach zarówno Francuzi jak i Amerykanie zabiegali usilnie o to, by Południowym Wietnamem rządzili ludzie im przychylni, a więc zapewniający kontrolę nad krajem. Amerykanie „wygrali” z chwilą gdy antykomunista Ngô Đình Diệm wyeliminował popieranego przez Paryż cesarza Bảo Đạia i został prezydentem nowo proklamowanej republiki. W tym układzie Francuzi wycofali z Wietnamu na zawsze wszystkie swe instalacje militarne. W Wietnamie Południowym zaczął się okres supremacji amerykańskiej.

## Polski epizod
Przed wybuchem wojny wietnamskiej, w latach 1954–1956 należący do Polskich Linii Oceanicznych statek typu VC 2 (Victory) „Kiliński” uczestniczył przez 370 dni w działaniach logistycznych w służbie Komisji Rozjemczej (powołanej na mocy porozumień genewskich z 1954 roku). Transportował partyzantów, ludność cywilną i ładunki towarowe z południa na północ pomiędzy portami redowymi Quy Nhơn i Vũng Tàu a Hajfongiem. Szacuje się, że przewiózł ponad 80 tysięcy osób. Statkiem dowodził kapitan Romuald Cielewicz. Rejsy odbywały się w bardzo trudnych warunkach nawigacyjnych – bez dokładnych map morskich i locji.
W ostatnim rejsie w ładunku było m.in. 12 kambodżańskich słoni, podobno zakupionych przez partyzantów dla celów wojennych. Jeden z nich został podarowany Polakom i trafił drogą morską do Ogrodu Zoologicznego w Warszawie. Słoń został w Polsce nazwany „Partyzant” i przeżył w ZOO zaledwie dwa lata.
27 października 1955 w Gdyni na pokładzie MS „Kiliński” odbyła się dekoracja członków jego załogi odznaczeniami Demokratycznej Republiki Wietnamu przyznanymi przez Hồ Chí Minha za zasługi przy udzielaniu braterskiej pomocy narodowi wietnamskiemu w realizacji układ rozejmowego; Order Zasługi Pracy I klasy otrzymał kapitan statku Romuald Cielewicz i zastępca kapitana oficer Stanisław Szadkowski, dwóch oficerów otrzymało tenże order II klasy, a 13 marynarzy order III klasy.